# Une semaine de vacances (bande originale)
Pour les articles homonymes, voir Une semaine de vacances.
Une semaine de vacances est la bande originale du film homonyme de Bertrand Tavernier.

## Titres
| No  | Titre                                    | Durée      |
| --- | ---------------------------------------- | ---------- |
| 1.  | Une semaine ailleurs (Instrumental)      | 2 min 52 s |
| 2.  | Rien qu'un numéro (Instrumental)         | 36 s       |
| 3.  | Rien qu'un numéro (par Eddy Mitchell)    | 4 min 12 s |
| 4.  | Thème pour Laurence I (Instrumental)     | 3 min 19 s |
| 5.  | Sens unique (par Eddy Mitchell)          | 2 min 23 s |
| 6.  | Thème pour Laurence II (Instrumental)    | 48 s       |
| 7.  | T.V. Network (Instrumental)              | 1 min 56 s |
| 8.  | La Dernière Séance (par Eddy Mitchell)   | 3 min 33 s |
| 9.  | Rien qu'un numéro (Instrumental)         | 1 min 58 s |
| 10. | Flore (Instrumental)                     | 2 min 40 s |
| 11. | Pierre (Instrumental)                    | 37 s       |
| 12. | Thème pour Laurence III (Instrumental)   | 1 min 06 s |
| 13. | Une semaine ailleurs (par Eddy Mitchell) | 1 min 50 s |

## Personnel
- Harmonica : Charlie McCoy
- Pedal steel guitar : Lloyd Green
- Guitare : Jean-Pierre "Rolling" Azoulay
- Piano : Pierre Papadiamandis sur les pistes Thème pour Laurence et Flore
- Piano et synthé : Jean-Louis Bucci
- Basse : Bernard Paganotti
- Batterie et percussions : Joseph Hammer
- Flûtes et saxs : Michel Gaucher

- Musique : Pierre Papadiamandis [1]
- Paroles : Claude Moine
- Arrangements pour les cordes et pour les cuivres : Jean-Louis Bucci
- Prise de son : Georges Blumenfeld
- Production artistique : Eddy Mitchell
- Éditions : E.M. Productions